# Hutarimbaru Up
Hutarimbaru Up is een bestuurslaag in het regentschap Mandailing Natal van de provincie Noord-Sumatra, Indonesië. Hutarimbaru Up telt 207 inwoners (volkstelling 2010).